# Hohenhof

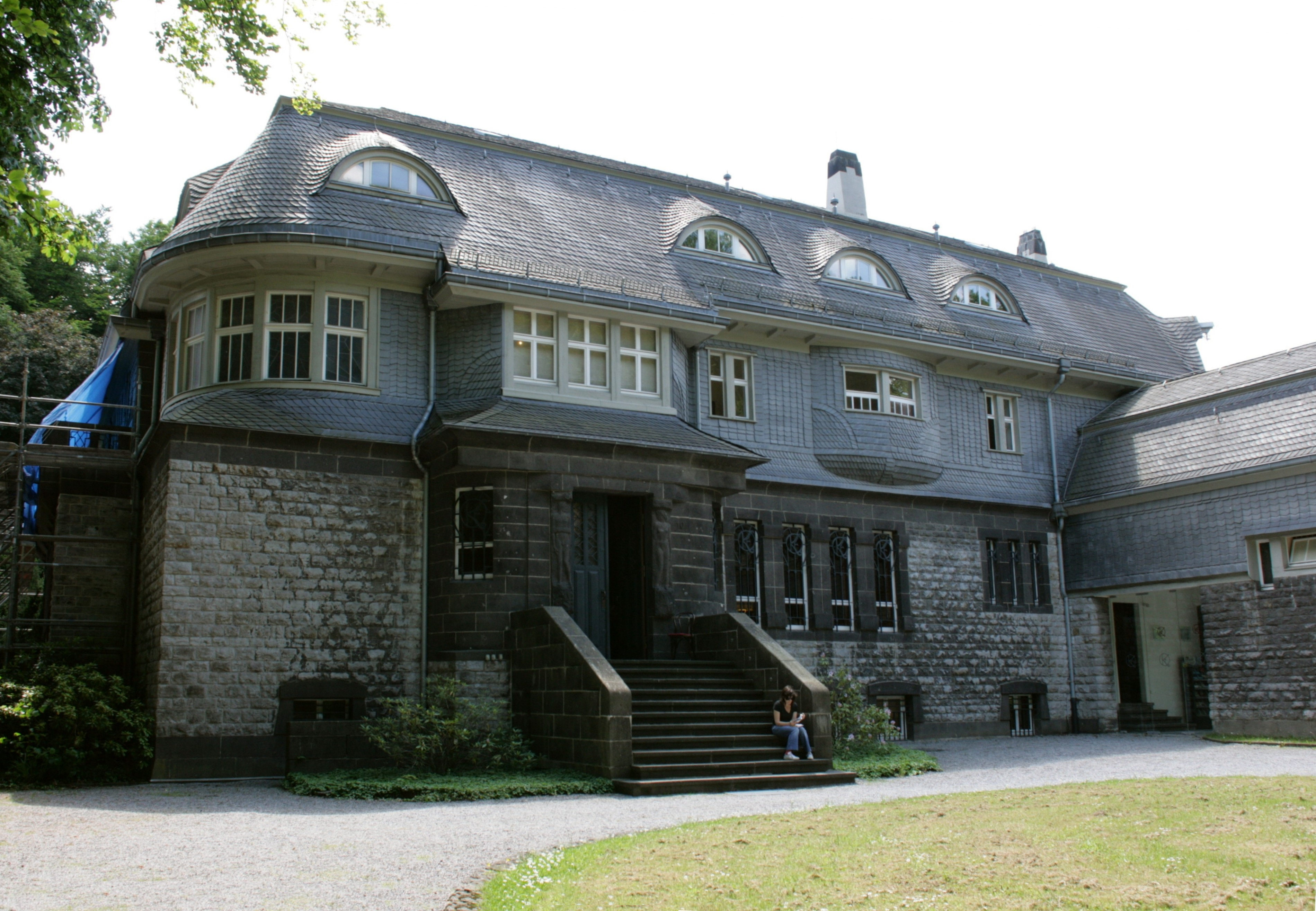
Eingang zum Haupthaus

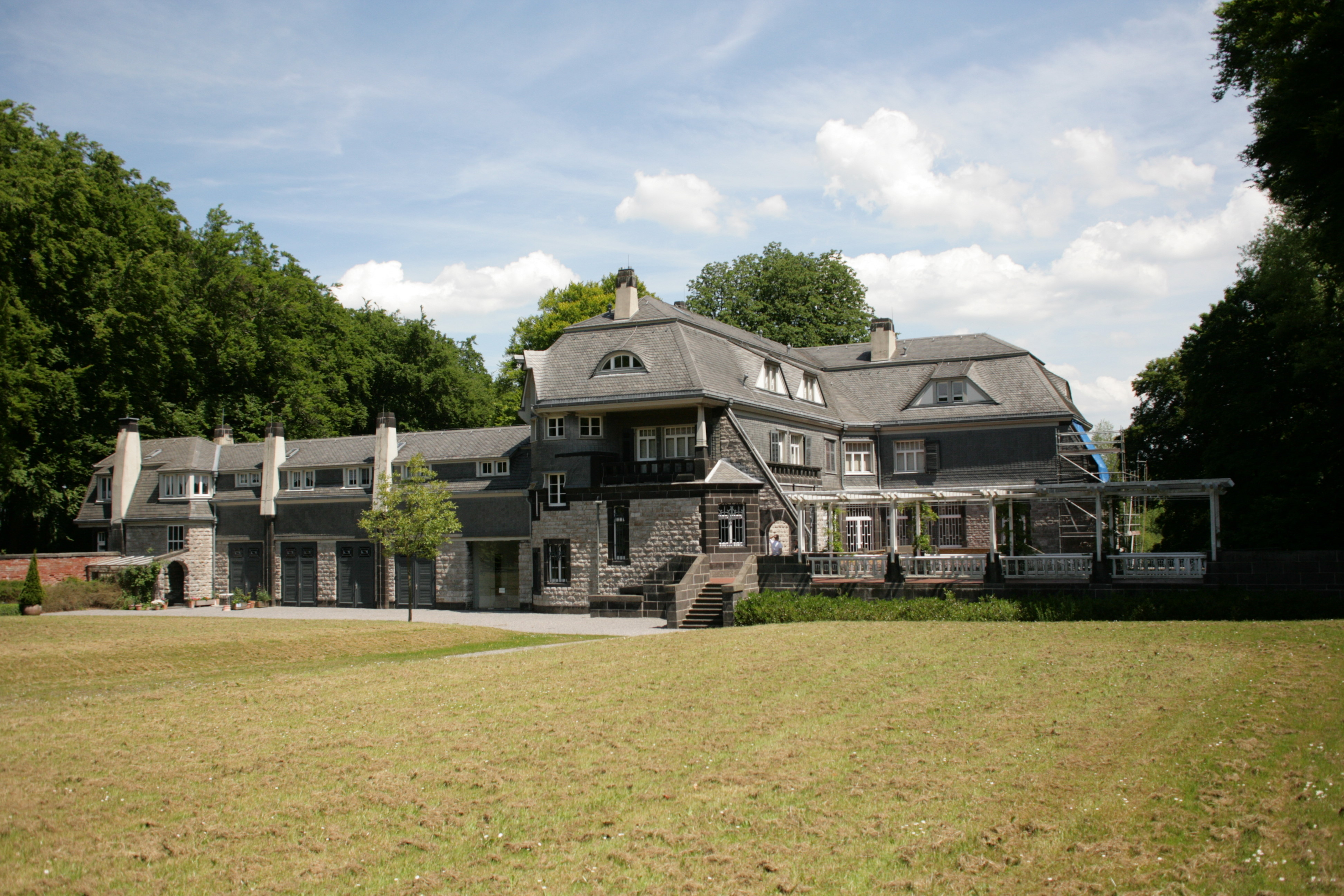
Gartenseite des Hohenhofs

Der Hohenhof in Hagen-Eppenhausen war im 20. Jahrhundert Wohnhaus, Gesamtkunstwerk und Knotenpunkt eines europäischen Kulturnetzwerkes. Das Haus wurde 1906 bis 1908 nach Entwürfen von Henry van de Velde für Karl Ernst Osthaus und seine Ehefrau Gertrud innerhalb der Gartenstadt Hohenhagen erbaut. Es ist heute neben dem Kunstquartier einer der Standorte des Karl-Ernst-Osthaus-Museums der Stadt Hagen.
In der Industriestadt Hagen am südöstlichen Rand des Ruhrgebiets versuchte der Kunstmäzen Karl Ernst Osthaus (1874–1921) zu Beginn des 20. Jahrhunderts, mit seinem Folkwang-Gedanken Kunst und Leben miteinander zu verbinden.
Bereits 1920 wurde in einem Teil des Hohenhofes eine von Osthaus initiierte Reformschule provisorisch angesiedelt, die jedoch nur ein Jahr bestand. Von 1924 bis 1930 war in den Räumen des Hohenhofes die Handweberei Hohenhagen untergebracht. Eberhard Osthaus und das Ehepaar Horst und Evangeline Helbing bauten diese Handweberei zu einem florierenden Unternehmen aus. 1930 siedelte die Handweberei nach Bremen über. Der Name Handweberei Hohenhagen wurde dort bis zur Schließung 1965 beibehalten. 1927 verkaufte die Familie Gebäude und Ländereien an die Stadt Hagen mit der Auflage, die Anlage als „Gesamtkunstwerk“ zu erhalten. 1933 überließ die Stadt den Hohenhof der NSDAP zur Einrichtung einer Gauführerschule. Gegen Kriegsende wurde er als Lazarett genutzt, von 1946 bis 1962 diente er als Frauenklinik. Von 1963 bis 1976 war der Hohenhof Sitz der Pädagogischen Hochschule Hagen, bis diese mit anderen Hochschulen zur Pädagogischen Hochschule Ruhr mit Sitz in Dortmund zusammengelegt wurde. Nach umfangreichen Renovierungsarbeiten ist der Hohenhof seither für die Öffentlichkeit als architektonisches Kunstobjekt zugänglich.
Der Hohenhof in Eppenhausen zählt zu den bedeutendsten architekturgeschichtlichen Gebäuden Europas. Das um 1906 erbaute Wohnhaus von Karl Ernst Osthaus und die zum Gebäudekomplex gehörende Gartenanlage gelten als eines der wenigen erhaltenen Beispiele für ein Jugendstil-Gesamtkunstwerk. 
Die Stadt Hagen will sich mit dem Projekt „Villa Hohenhof“ samt dem zu rekonstruierenden Garten an der IGA im Jahr 2027 beteiligen. Die Arbeiten dazu begannen im Jahr 2022 und der historische Garten soll dabei in seinen Urzustand (um 1910/13) zurückversetzt werden. Der IGA-Projektbeirat hat diese Maßnahme im Vorfeld gewürdigt und mit dem ersten Stern in die Liste der investiven Projekte im Bereich „Unsere Gärten“ aufgenommen.
Der Hohenhof ist Ankerpunkt der Route der Industriekultur im Ruhrgebiet.